# Meriones zarudnyi
Meriones zarudnyi is een zoogdier uit de familie van de Muridae. De wetenschappelijke naam van de soort werd voor het eerst geldig gepubliceerd door Heptner in 1937.